# Barrvedblomfluga
Barrvedblomfluga (Xylota jakutorum) är en tvåvingeart som beskrevs av Bagatshanova 1980. Barrvedblomfluga ingår i släktet vedblomflugor, och familjen blomflugor. Arten är reproducerande i Sverige.

## Bildgalleri

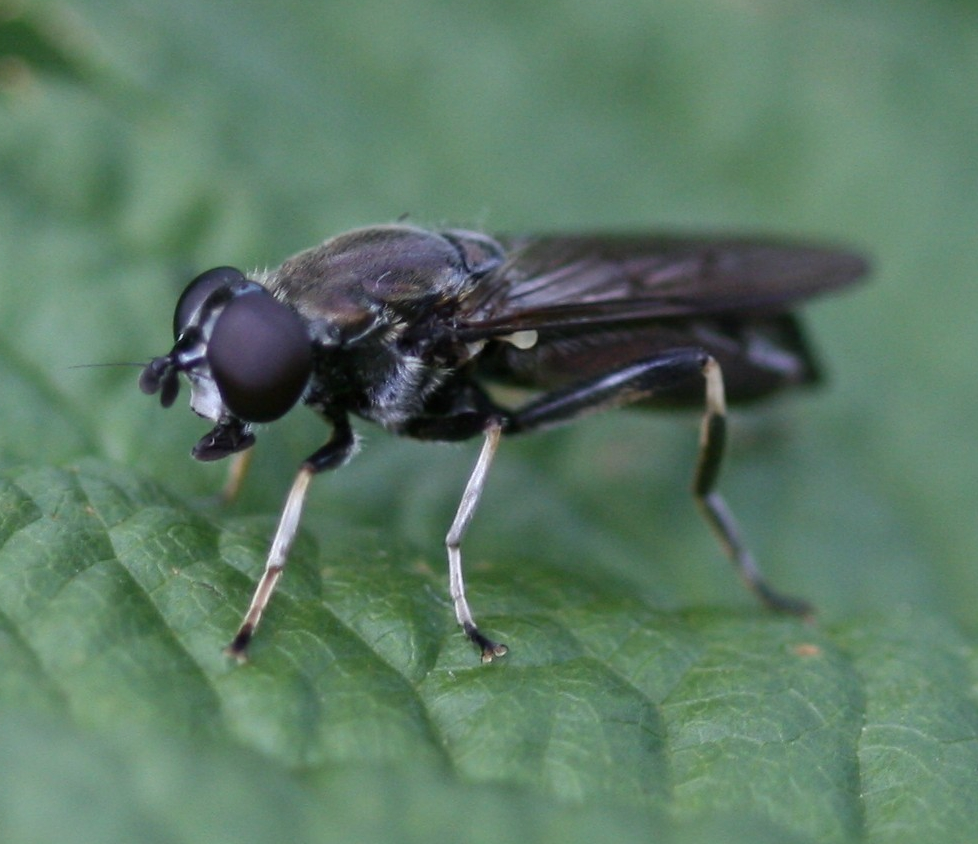
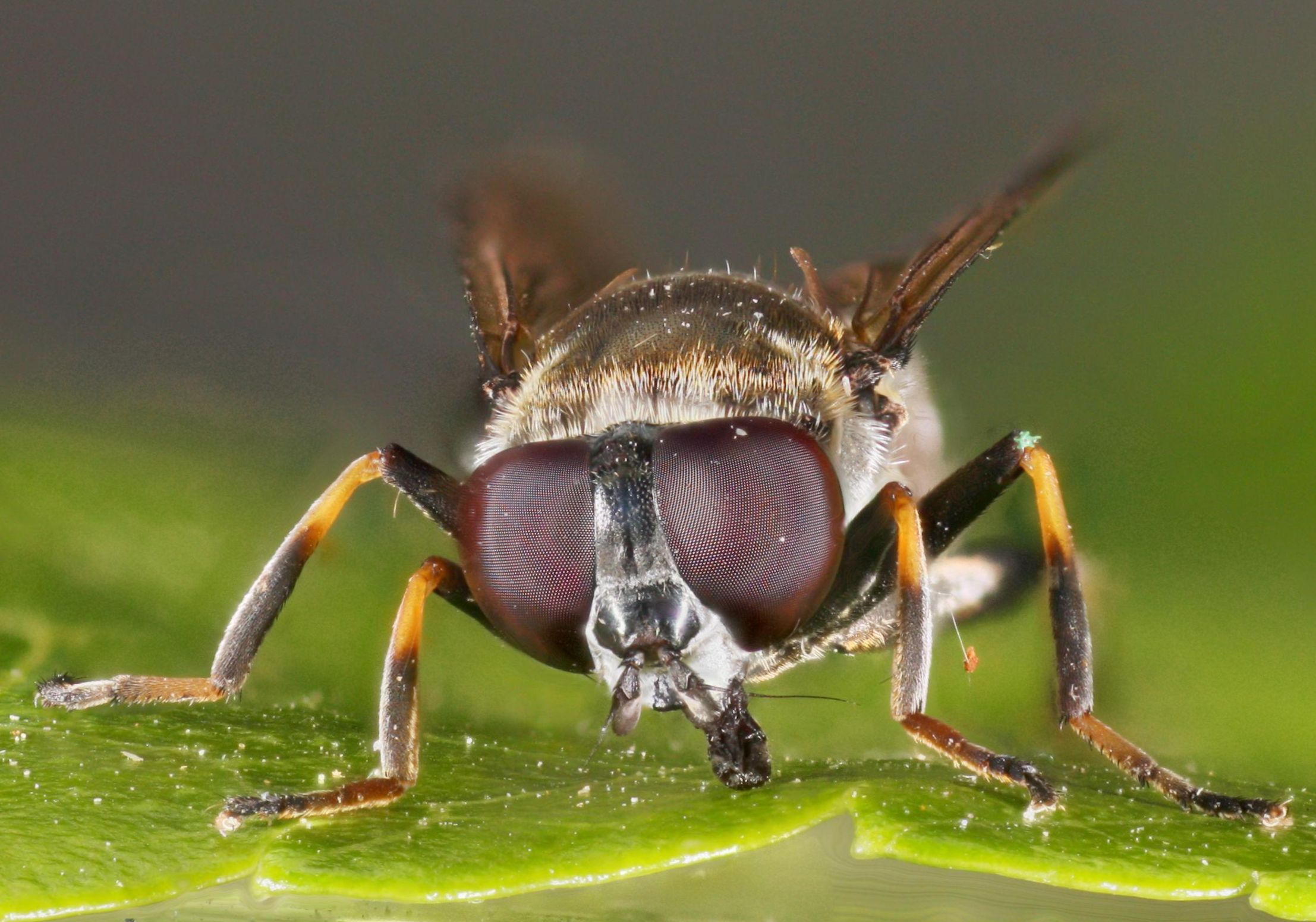
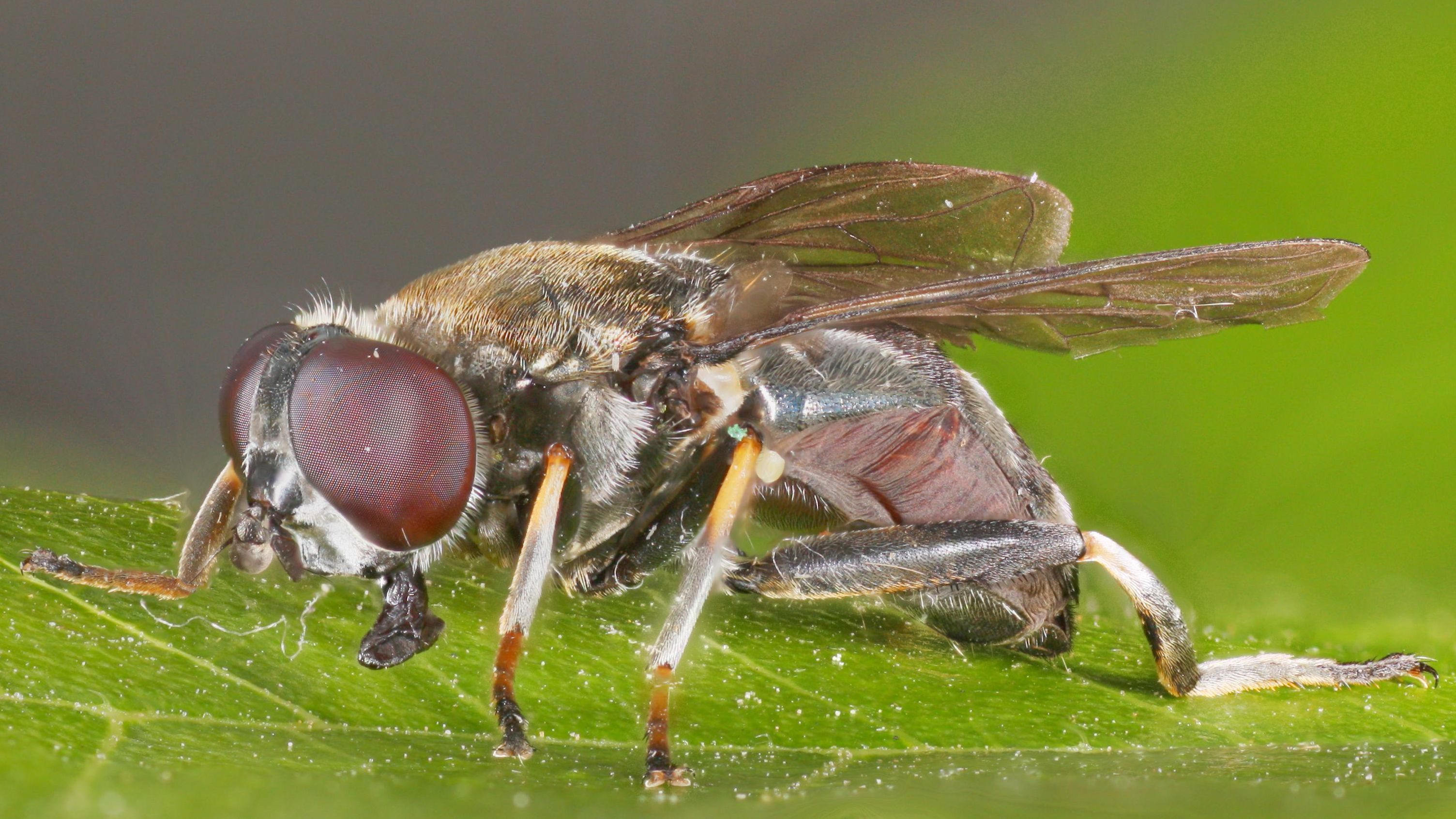